# فرانت‌لاین
فرانت‌لاین (به انگلیسی: Frontline) شرکت کشتی‌رانی برمودایی است، که بزرگترین شرکت ارائه‌دهنده کشتی‌های نفت‌کش و یکی از بزرگترین شرکت‌ها در زمینه خدمات کشتی‌رانی در جهان محسوب می‌شود.
دفتر مرکزی شرکت فرانت‌لاین در شهر همیلتون، برمودا قرار گرفته‌است. مالک این شرکت جان فردریکسن می‌باشد، وی ثروتمندترین فرد در کشور نروژ است.
کسب‌وکار اصلی این شرکت حمل‌ونقل نفت خام است. شرکت فرانت‌لاین مالک بزرگترین ناوگان تانکرهای نفتی در جهان، با نام سوئزمکس می‌باشد. این شرکت دارای ۸۲ تانکر نفت‌کش است.